# The Beatles with Tony Sheridan and Their Guests
The Beatles with Tony Sheridan and Their Guests is een compilatiealbum van de Britse band The Beatles, samen met Tony Sheridan en de Amerikaanse band The Titans. Het album bevat een aantal nummers van Sheridan waarop hij wordt begeleid door de dan nog onbekende Beatles. Ook staat "Cry for a Shadow", een eigen compositie van de groep, op het album, samen met zes instrumentale nummers van The Titans.

## Achtergrond
In 1961 nam Tony Sheridan in Hamburg zes nummers op met The Beatles als begeleidingsband. Rond dezelfde tijd namen The Beatles twee eigen composities op. Twee nummers van Sheridan met de band, "My Bonnie" en "The Saints", werden in 1961 als single uitgebracht in Duitsland en verschenen in 1962 op zijn album My Bonnie onder de naam "Tony Sheridan and the Beat Brothers". De naam "Beatles" werd niet genoemd, omdat dit te veel zou lijken op het Duitse woord "Pidel", wat slang is voor penis. Sheridan gebruikte de naam The Beat Brothers voor al zijn begeleidingsbands tot 1965, ook al waren The Beatles niet meer op zijn opnames te horen.
Platenlabel MGM Records bracht het album The Beatles with Tony Sheridan and Their Guests uit in de Verenigde Staten om mee te liften op het succes van The Beatles. Dit bleek niet zeer succesvol en de LP piekte op plaats 68 in de Billboard 200 en bleef veertien weken in deze lijst stanan.
Naast "My Bonnie" en "The Saints" speelden The Beatles samen met Sheridan op het nummer "Why" en verscheen hun eigen compositie "Cry for a Shadow" ook op het album. Daarnaast stonden "You Are My Sunshine" en "Swanee River" ook op het album; deze twee nummers verschenen eerder ook op My Bonnie, maar de instrumenten werden ingespeeld door andere muzikanten. The Beatles hadden in 1962 een eigen versie van "Swanee River" opgenomen voor Sheridan, maar deze opname ging al snel verloren. De overige zes tracks op het album zijn instrumentale nummers die werden ingespeeld door Danny Davis en The Titans. Dit was een groep van studiomuzikanten uit New York die bestond uit gitarist Billy Mure, drummer Don Lomond, bastrombonist Dick Hickson en basgitarist Milt "The Judge" Hinton. Hun nummers verschenen eerder op het album Let's Do the Twist for Adults, dat eveneens door MGM werd uitgegeven. Voor het nieuwe album werd het woord "Twist" in alle titels vervangen door "Beat".
In oktober 1964 werden de andere vier opnames met The Beatles uitgebracht door Atco Records op het album Ain't She Sweet, samen met nummers van andere artiesten. Alle acht opnames van Sheridan en The Beatles werden datzelfde jaar door Polydor uitgebracht in Duitsland onder de titel The Beatles' First. Dit album kwam in 1967 ook uit in het Verenigd Koninkrijk. In 1970 werd dit album uitgebracht in de Verenigde Staten onder de titel In the Beginning (Circa 1960).

## Tracks
| Nr. | Titel                        | Schrijver(s)                     | Uitgevoerd door                    | Duur |
| --- | ---------------------------- | -------------------------------- | ---------------------------------- | ---- |
| 1.  | My Bonnie                    | Traditioneel, arr. Tony Sheridan | Tony Sheridan en The Beatles       | 2:07 |
| 2.  | Cry for a Shadow             | John Lennon, George Harrison     | The Beatles                        | 2:22 |
| 3.  | Johnson Rag                  | Hall, Kleinkauf, Lawrence        | The Titans                         | 1:54 |
| 4.  | Swanee River                 | Stephen Foster                   | Tony Sheridan en The Beat Brothers | 2:52 |
| 5.  | Flying Beat                  | Traditioneel, arr. Billy Mure    | The Titans                         | 2:00 |
| 6.  | The Darktown Strutters' Ball | Shelton Brooks                   | The Titans                         | 2:01 |

| Nr. | Titel               | Schrijver(s)                   | Uitgevoerd door                    | Duur |
| --- | ------------------- | ------------------------------ | ---------------------------------- | ---- |
| 7.  | The Saints          | Traditioneel, arr. Sheridan    | Tony Sheridan en The Beatles       | 3:14 |
| 8.  | Rye Beat            | Traditioneel, arr. Mure        | The Titans                         | 2:02 |
| 9.  | You Are My Sunshine | Jimmie Davis, Charles Mitchell | Tony Sheridan en The Beat Brothers | 2:22 |
| 10. | Summertime Beat     | Traditioneel, arr. Mure        | The Titans                         | 2:00 |
| 11. | Why                 | Sheridan                       | Tony Sheridan en The Beatles       | 2:54 |
| 12. | Happy New Year Beat | Traditioneel, arr. Mure        | The Titans                         | 1:45 |